# Wereldkampioenschappen bobsleeën
De wereldkampioenschappen bobsleeën worden sinds 1930 gehouden. De Internationale Bobslee- en Skeletonfederatie (IBSF) organiseert het bobsleetoernooi tegelijkertijd met en op dezelfde locatie als de wereldkampioenschappen skeleton. Het toernooi wordt jaarlijks gehouden, behalve in een olympisch jaar.
Aan het eerste WK deden alleen de viermansbobben bij de mannen mee. Een jaar later werden de tweemansbobben aan het programma toegevoegd. Op het WK van 1933 werd er alleen in de tweemansbob om de wereldtitel gestreden. De titelstrijd in de viermansbob in 1966 werd vanwege het dodelijk ongeluk, waarbij de West-Duitser Toni Pensperger om het leven kwam, voortijdig afgebroken en het kampioenschap in 1967 werd in de viermansbob afgebroken wegens veranderde weersomstandigheden, de stijgende temperatuur deed het natuurijs smelten.
In 2000 werd de tweemansbob bij de vrouwen toegevoegd, de eerste drie edities vonden apart van de mannen plaats, vanaf 2004 op dezelfde baan als de mannen. Van 2007-2019 werd er een  landenteamwedstrijd gehouden, een gecombineerde bobslee/skeleton kampioenschap. Bij dit onderdeel werden de tijden van een run skeleton mannen, skeleton vrouwen, tweemansbob mannen en tweemansbob vrouwen bij elkaar opgeteld. In 2021 werd het programma aangevuld met de monobob voor vrouwen.

## Edities
In de onderstaande tabel staan alle edities en per editie de gehouden onderdelen.
| Jaar | Plaats                 | Land             | 2M | 4M | 2V | 1V | T |
| ---- | ---------------------- | ---------------- | -- | -- | -- | -- | - |
| 1930 | Montreux               | Zwitserland      |    | +  |    |    |   |
| 1931 | Oberhof                | Weimarrepubliek  | +  | +  |    |    |   |
| 1933 | Oberschreiberhau       | Duitse Rijk      | +  |    |    |    |   |
| 1934 | Engelberg              | Zwitserland      | +  | +  |    |    |   |
| 1935 | Igls                   | Oostenrijk       | +  | +  |    |    |   |
| 1937 | Cortina d'Ampezzo      | Italië           | +  | +  |    |    |   |
| 1938 | Sankt Moritz           | Zwitserland      | +  | +  |    |    |   |
| 1939 | Sankt Moritz           | Zwitserland      | +  | +  |    |    |   |
| 1947 | Sankt Moritz           | Zwitserland      | +  | +  |    |    |   |
| 1949 | Lake Placid            | Verenigde Staten | +  | +  |    |    |   |
| 1950 | Cortina d'Ampezzo      | Italië           | +  | +  |    |    |   |
| 1951 | Alpe d'Huez            | Frankrijk        | +  | +  |    |    |   |
| 1953 | Garmisch-Partenkirchen | West-Duitsland   | +  | +  |    |    |   |
| 1954 | Cortina d'Ampezzo      | Italië           | +  | +  |    |    |   |
| 1955 | Sankt Moritz           | Zwitserland      | +  | +  |    |    |   |
| 1957 | Sankt Moritz           | Zwitserland      | +  | +  |    |    |   |
| 1958 | Garmisch-Partenkirchen | West-Duitsland   | +  | +  |    |    |   |
| 1959 | Sankt Moritz           | Zwitserland      | +  | +  |    |    |   |
| 1960 | Cortina d'Ampezzo      | Italië           | +  | +  |    |    |   |
| 1961 | Lake Placid            | Verenigde Staten | +  | +  |    |    |   |
| 1962 | Garmisch-Partenkirchen | West-Duitsland   | +  | +  |    |    |   |
| 1963 | Innsbruck              | Oostenrijk       | +  | +  |    |    |   |
| 1965 | Sankt Moritz           | Zwitserland      | +  | +  |    |    |   |
| 1966 | Cortina d'Ampezzo      | Italië           | +  | +  |    |    |   |
| 1967 | Alpe d'Huez            | Frankrijk        | +  | +  |    |    |   |
| 1969 | Lake Placid            | Verenigde Staten | +  | +  |    |    |   |
| 1970 | Sankt Moritz           | Zwitserland      | +  | +  |    |    |   |
| 1971 | Cervinia               | Italië           | +  | +  |    |    |   |
| 1973 | Lake Placid            | Verenigde Staten | +  | +  |    |    |   |
| 1974 | Sankt Moritz           | Zwitserland      | +  | +  |    |    |   |
| 1975 | Cervinia               | Italië           | +  | +  |    |    |   |
| 1977 | Sankt Moritz           | Zwitserland      | +  | +  |    |    |   |
| 1978 | Lake Placid            | Verenigde Staten | +  | +  |    |    |   |
| 1979 | Königssee              | West-Duitsland   | +  | +  |    |    |   |
| 1981 | Cortina d'Ampezzo      | Italië           | +  | +  |    |    |   |
| 1982 | Sankt Moritz           | Zwitserland      | +  | +  |    |    |   |
| 1983 | Lake Placid            | Verenigde Staten | +  | +  |    |    |   |
| 1985 | Cervinia               | Italië           | +  | +  |    |    |   |
| 1986 | Königssee              | West-Duitsland   | +  | +  |    |    |   |
| 1987 | Sankt Moritz           | Zwitserland      | +  | +  |    |    |   |
| 1989 | Cortina d'Ampezzo      | Italië           | +  | +  |    |    |   |
| 1990 | Sankt Moritz           | Zwitserland      | +  | +  |    |    |   |
| 1991 | Altenberg              | Duitsland        | +  | +  |    |    |   |
| 1993 | Innsbruck              | Oostenrijk       | +  | +  |    |    |   |
| 1995 | Winterberg             | Duitsland        | +  | +  |    |    |   |
| 1996 | Calgary                | Canada           | +  | +  |    |    |   |
| 1997 | Sankt Moritz           | Zwitserland      | +  | +  |    |    |   |
| 1998 | Sankt Moritz           | Zwitserland      | +  | +  |    |    |   |
| 1999 | Cortina d'Ampezzo      | Italië           | +  | +  |    |    |   |
| 2000 | Altenberg              | Duitsland        | +  | +  |    |    |   |
| 2000 | Winterberg             | Duitsland        |    |    | +  |    |   |
| 2001 | Sankt Moritz           | Zwitserland      | +  | +  |    |    |   |
| 2001 | Calgary                | Canada           |    |    | +  |    |   |
| 2003 | Lake Placid            | Verenigde Staten | +  | +  |    |    |   |
| 2003 | Winterberg             | Duitsland        |    |    | +  |    |   |
| 2004 | Königssee              | Duitsland        | +  | +  | +  |    |   |
| 2005 | Calgary                | Canada           | +  | +  | +  |    |   |
| 2007 | Sankt Moritz           | Zwitserland      | +  | +  | +  |    | + |
| 2008 | Altenberg              | Duitsland        | +  | +  | +  |    | + |
| 2009 | Lake Placid            | Verenigde Staten | +  | +  | +  |    | + |
| 2011 | Königssee              | Duitsland        | +  | +  | +  |    | + |
| 2012 | Lake Placid            | Verenigde Staten | +  | +  | +  |    | + |
| 2013 | Sankt Moritz           | Zwitserland      | +  | +  | +  |    | + |
| 2015 | Winterberg             | Duitsland        | +  | +  | +  |    | + |
| 2016 | Igls                   | Oostenrijk       | +  | +  | +  |    | + |
| 2017 | Königssee              | Duitsland        | +  | +  | +  |    | + |
| 2019 | Whistler               | Canada           | +  | +  | +  |    | + |
| 2020 | Altenberg              | Duitsland        | +  | +  | +  |    |   |
| 2021 | Altenberg              | Duitsland        | +  | +  | +  | +  |   |
| 2023 | Sankt Moritz           | Zwitserland      | +  | +  | +  | +  |   |
| 2024 | Winterberg             | Duitsland        | +  | +  | +  | +  |   |
| 2025 | Lake Placid            | Verenigde Staten | +  | +  | +  | +  |   |

Lijst van wereldkampioenen bobsleeën
Alpineskiën ·
Biatlon ·
Bobsleeën ·
Curling (mannen/vrouwen/gemengd/gemengddubbel) ·
Freestyleskiën ·
IJshockey ·
Kunstschaatsen ·
Langlaufen ·
Noordse combinatie ·
Rodelen ·
Schaatsen (allround mannen/allround vrouwen/sprint mannen/sprint vrouwen/afstanden mannen/afstanden vrouwen) ·
Schansspringen ·
Shorttrack ·
Skeleton ·
Snowboarden